# Szabó Ildikó (filmrendező)
Szabó Ildikó (1951. november 24. –) magyar filmrendező, színésznő, jelmeztervező.  (Korai filmjeiben, például a Szeressétek Odor Emiliát!-ban és a Sárika, drágám!-ban még Szabó Gabriella néven szerepelt.)

## Életpályája
Korán árvaságra jutott. Bátyja hét évet ült az ún. galeriper után, majd hamis útlevéllel disszidált. A házukban viceházmesterként vegetáló deklasszált Szepessyné vezette be az irodalomba. 1967 és 1972 között 30 magyar film különböző fő- és mellékszerepét játszotta (pl. Szeressétek Odor Emiliát!, „Sárika, drágám”, „Régi idők focija”, „Bohóc a falon”, „Hangyaboly”…). Hét filmben jelmeztervezőként működött közre. 1992-től női szabóként dolgozott, akkor kezdte FIPRESCI-díjas Gyerekgyilkosságok című filmje forgatását is.
A Színház- és Filmművészeti Főiskola adásrendező szakáról 1982-ben Horváth Ádám tanítványaként került ki. (Ott készült filmjei: „Ilyen ez a szeláví”, „A Császár üzenete”, „Az én Kishercegem”.) 1983-tól a Balázs Béla stúdióban dolgozik. Filmjei forgatókönyvét maga írja. Egy dokumentumfilmet: „Kísérleti Színház” (1983); két kisjátékfilmet: „In flagranti” (1983) és „A másik oldal”(1985) készített. Utóbbival nemzetközi fesztiválokon nyert.
Első nagyjátékfilmjét, a „Hótreált” a Hunnia Stúdióban forgatta (1987). Második filmje a „Gyerekgyilkosságok” (1992) a MIT, a Hétfői Műhely, a FIFI s a Tag/ Traum koprodukcióban készült. Külföldön is bemutatták, a Cannes-i fesztiválon Fipresci díjjal tüntették ki. 1993-ban Balázs Béla-díjat kapott. Harmadik filmje a „Csajok” (1995). MMA, Hétfői Műhely, Dragon Ciné, MTM és a Mafilm koprodukciójában készült. Fikciós filmnek tartják, valójában egy korrekt dokumentumfilm a nőkről, a férfiakról, meg a válásokról. „Chacho Rom” című háromrészes, száz évet és három generációt átívelő történelmi álom-filmje két év forgatás után 2002-ben lett kész. (Laurinfilm, MMA, MTV, ORTT, Nemzeti Kulturális Alap, Történelmi Filmalapítvány, ZDF, ARTE, Eurimages). A kész filmből nincs vetíthető kópia jogviták miatt.
Legújabb nagyjátékfilmje, „Mi van Lulukám” címmel az Eastern Pictures Filmstúdióban készül.

## Filmjei

### Színésznőként
Válogatott filmlista
- 1965 – Utolsó mozi
- 1967 – Bohóc a falon
- 1967 – Mihályka, szippants!
- 1967 – Téli sport
- 1969 – Szeressétek Odor Emiliát!
- 1971 – Hangyaboly
- 1971 – Sárika drágám
- 1971 – Végre, hétfő!
- 1972 – A magyar ugaron
- 1972 – Romantika
- 1973 – Régi idők focija
- 1974 – Jelbeszéd
- 1976 – Kilenc hónap
- 1977 – Baleset
- 1978 – Olyan, mint otthon

### Rendezőként
- 1987. HÓTREÁL / Hunnia Stúdió
- 1993. GYEREKGYILKOSSÁGOK / Magic Media, Tag Traum, Hétfői Műhely, Társulás Alapítvány
- 1996. CSAJOK / Hétfői Műhely, Theiss Khlane
- 2001. CHACHO ROM /Laurinfilm, Joel Forges, Daniel Zuta

### Jelmeztervezőként
Hét film 1975–81 között Dömölky János, Mészáros Márta, Vajda Péter, Fábri Péter és Xantus János filmjeiben.

### Rendezőként
- 1980. A Császár üzenete
- 1981. Kis hercegem
- 1982. In flagranti
- 1984. Kísérleti színház
- 1985. A Másik Oldal
- 2006. Térzet

### Reklámfilmjei
- Anaconda
- BB üdítő sorozat
- Tri-es-zin fogyasztótabletta

### Dokumentumfilmjei
- 1990. Első szabad május elseje
- 1990. Kirakatok
- 1990. Cigányprímás

## Díjai
- 1986. Tampere fődíj: Másik oldal című filmért

A Gyermekgyilkosságokért ezeket a díjakat kapta:
- 1993. 46. Cannes-i Nemzetközi Filmfesztivál – FIPRESCI-díj
- 1993. Európa Film Akadémia Díjra jelölés[forrás?]
- 1993. Magyar Játékfilmszemle Fődíja, Legjobb író díja, Legjobb rendező díja, Legjobb főszereplő díja
- 1993. Gene Moskowitz-díj
- 1993. Cattolica – Különdíj
- 1993. Lagów – II. díj
- 1993. Stockholm – A legjobb operatőr díja Sas Tamásnak
- 1993. Genf – Legjobb színész – elismerő oklevél Tóth Barnabásnak[5]
- 1994. Csaba von Ferenczy Alapítvány kuratóriumának díja
- 1994. Cottbus – Nagydíj – Ostdeutscher Rundfunk „Brandenburg” díja
- 1994. Frankfurt – am Main ifj. Filmfesztivál Legjobb Film Díj

A Csajokért ezeket a díjakat kapta:
- 1996. Magyar Filmszemle, a legjobb női alakítás díja – Eszenyi Enikő
- 1996. Magyar Filmszemle, a legjobb férfi alakítás díja – Cserna Antal
- 1997. Budapest – Magyar Filmkritikusok Díja

- a legjobb női alakítás díja – Eszenyi Enikő
Fesztiválmeghívások:
IN FLAGRANTI:
- 1986. Bilbao
- 1989. Köln

A MÁSIK OLDAL:
- 1987. Oberhausen- Verseny
- 1988. Tampere – Verseny
- 1988. Grimstadt
- 1988. Berlin
- 1999. Helsinki

HÓTREÁL:
- 1996. Berlin
- 1996. Locarno – Verseny
- 1997. Alexandria

GYEREKGYILKOSSÁGOK:
- 1993. Cannes- Verseny. Cattolica- Verseny. Giffoni-Verseny. San Francisco-Verseny. Santa Barbara- Verseny. Thesszaloniki- Verseny. Toronto-Verseny. Chicago- Verseny. Montreal- Verseny. Róma, New York, München, Jeruzsálem, New Delhi, Köln, Cottbus, Moszkva
- 1994. Calcutta, Trieszt, Jalta, Rotterdam, Puerto Rico- Verseny, Portland, Dublim, Koppenhága, Bern, Créteil- Verseny, New York, Hong-Kong- Verseny, Isztambul, İzmir, Washington-Verseny, Rivertown- Verseny, Seattle, Florida- Verseny, Wellington- Verseny, Cambridge, Auckland, Várna, San Sebastian, Lisszabon, Riga
- 1995. Boston, München, Perrugia, Pozsony, Reggio Emilia, Szentpétervár, Velence
- 1996. Belgrád- Magyar Filmhét
- 1997. Moszkva, Alexandria, Chicago, Cleveland, Zágráb
- 1998. New York, Varsó, Strasbourg, Kairó
- 1999. Bécs
- 2000–2001. Párizs, Ottawa, Montreal, Bukarest

CSAJOK:
- 1996. Magyar Filmszemle, Filmfestspiele  Berlin- Verseny, Szocsi, Isztambul, Lagów, Montreal, Várna, Umea, Los Angeles, Dublin
- 1997. Prága, San José
- 1998. Varsó
- 1999. Bukarest, Köln
- 2000. Loulé

CHACHO ROM:
- 2001. Magyar Filmszemle